# 羅基霍克 (北卡羅萊納州)
羅基霍克（英語：Rockyhock）是位於美國北卡羅萊納州喬萬縣的非建制地區。

## 歷史
羅基霍克的郵局於1884年設立，其後於1906年停運。

## 地理
羅基霍克所處的海拔為高於海平面8米（即26英呎），而該地所採用的時區為UTC-5，即北美东部时区（EST）。同時該地設有夏令時間，為UTC-5調快一小時，即UTC-4（EDT）。